# Žarko Lukić
Žarko Lukić, né le 22 mai 1983 à Esch-sur-Alzette au Luxembourg, est un footballeur international luxembourgeois qui jouait au poste d'attaquant.

## Biographie

### FC Swift Hesperange (2002 - 2004)
La carrière du joueur débute au FC Swift Hesperange, alors promu en Division Nationale, la première division du football luxembourgeois.

### F91 Dudelange (2007 - 2008)
En 2007, il rejoint le F91 Dudelange, club de première division en pleine ascension dans les années 2000.
Lors de sa première saison, il remporte le championnat du Luxembourg pour la première fois de sa carrière.

### CSO Amnéville (2010 - 2011)
Proche de signer avec un club en Lettonie, le joueur rejoint finalement le CSO Amnéville, alors en CFA, et quitte donc pour la première fois de sa carrière son pays natal.

### RFCU Luxembourg (2011 - 2014)
En 2011, après un passage mitigé au sein du CSO Amnéville en France, il rejoint le RFCU Luxembourg.

### CS Fola Esch (2014 - 2016)
En 2014, il rejoint le CS Fola Esch, club de BGL Ligue jouant le haut de tableau.
Dès sa première saison avec son nouveau club, il remporte le championnat du Luxembourg, obtenant ainsi le deuxième trophée de sa carrière en club.

#### Prêt à l'US Hostert (2016)
Jouant peu avec le Fola, il est prêté en janvier 2016 à l'US Hostert jusqu'à la fin de la saison.

### FC Lorentzweiler (2016 - 2017)
En 2016, le joueur rejoint le FC Lorentzweiler, club amateur modeste du championnat de troisième division luxembourgeoise.

### FC Mondercange (2017 - 2020)
Âgé de 34 ans, le joueur rejoint le FC Mondercange en 2017, alors en 1. Division, la troisième division du football luxembourgeois.

### FC Pratzerthal-Redange (2020 - 2022)
En 2020, il s'engage avec le FC Pratzerthal-Redange, club amateur du pays.

### FC Munsbach (2022 - 2024)
Il rejoint en 2022 le FC Munsbach pour un dernier défi dans sa carrière.

## Palmarès
| F91 Dudelange (1) :               | UN Käerjéng 97 :                         | CS Fola Esch (1) :                                       |
| --------------------------------- | ---------------------------------------- | -------------------------------------------------------- |
| - BGL Ligue (1) - Champion : 2008 | - Coupe du Luxembourg - Finaliste : 2009 | - BGL Ligue (1) - Champion : 2015 - Vice-champion : 2016 |